# 格申嫩

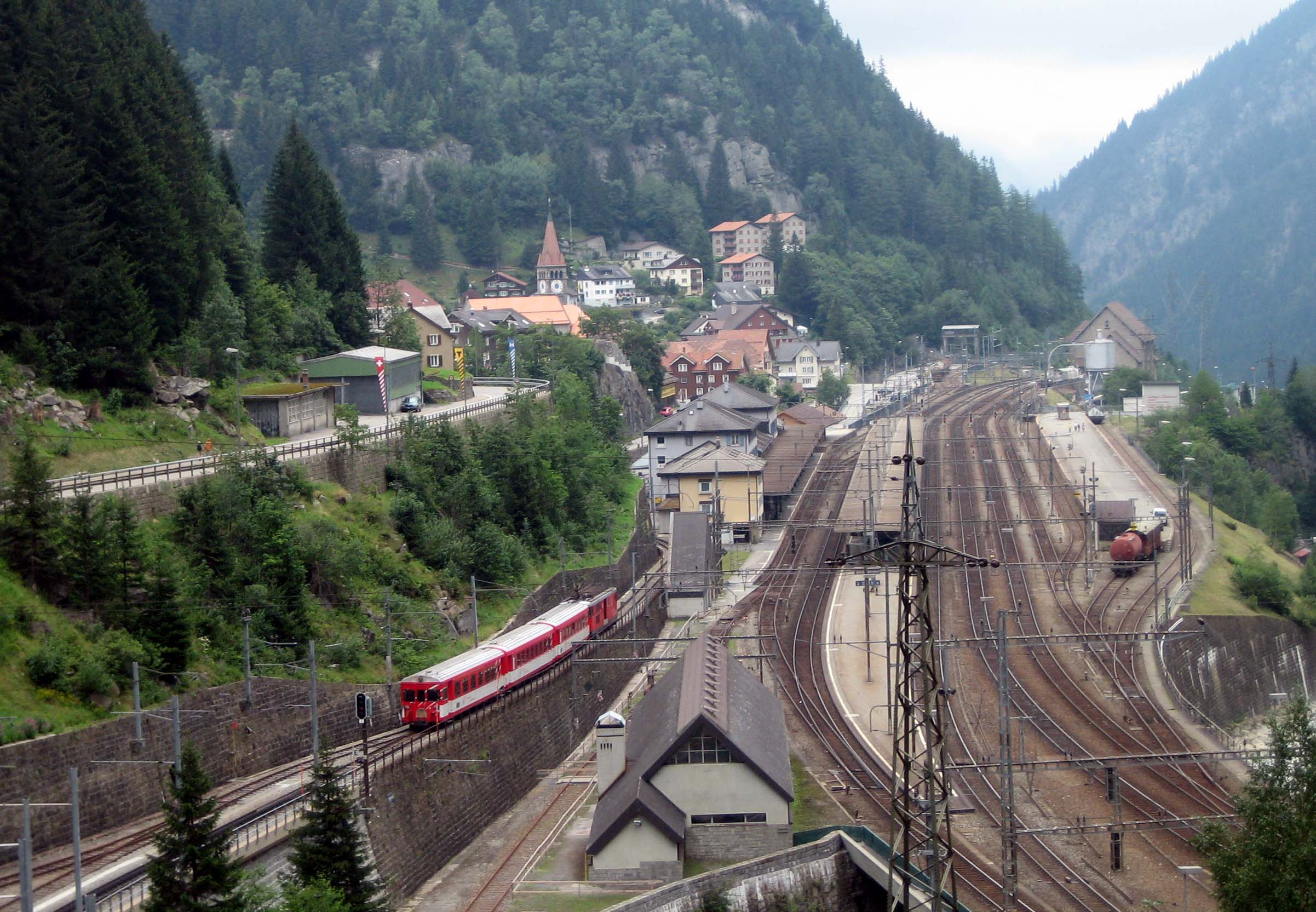

格申嫩是瑞士乌里州的市镇，位於該州南部，是聖哥達公路隧道和圣哥达铁路隧道的北出口所在地，面積104.15平方公里，海拔高度1102米，2023年人口452人，人口密度每平方公里4人。